# Pablo Stoll
Pablo Guillermo Stoll Ward (Montevideo, 13 d'octubre de 1974) és un director de cinema i guionista uruguaià.
Stoll va estudiar Comunicació Social a la Universitat Catòlica de l'Uruguai, on va conèixer el seu amic i company Juan Pablo Rebella (1974–2006). Tots dos van realitzar nombrosos curtmetratges com Buenos y santos i Víctor y los elegidos. Al costat de Rebella i d'un amic seu, Fernando Epstein, va fundar la productora Ctrl Z a l'Uruguai i el 2001 van estrenar la seva primera pel·lícula, 25 Watts. Com a resultat del gran èxit assolit per 25 Watts, el 2004 van estrenar la seva segona pel·lícula Whisky, la qual també va rebre premis internacionals.
El 2009 va dirigir la seva primera pel·lícula sense Rebella, Hiroshima.

## Filmografia
- 25 Watts (2001)
- Whisky (2004)
- Hiroshima (2009)